# Copa Panamericana de Hockey sobre césped masculino de 2013
La IV Copa Panamericana de Hockey sobre césped Masculino de 2013 se celebró en Toronto (Canadá) entre el 10 de agosto y el 17 de agosto de 2013. 
El campeón se clasificó para el mundial que se celebró en los Países Bajos. Los primeros 6 equipos se clasificaron para la Copa Panamericana de 2017.
Los equipos ubicados en el 7.º y 8.º lugar tuvieron que jugar el Challenge Panamericano.
Asimismo, los dos equipos mejores clasificados en esta competición que no habían clasificado a los Juegos Panamericanos, obtuvieron la clasificación a dicho torneo.

## Clasificación
| Fechas                            | Evento                         | Lugar del evento       | Plazas | Clasificados                                            |
| --------------------------------- | ------------------------------ | ---------------------- | ------ | ------------------------------------------------------- |
|                                   | País local                     |                        | 1      | Canadá                                                  |
| 7 – 15 de marzo de 2009           | Copa Panamericana 2009         | Santiago, Chile        | 5      | Estados Unidos Argentina Chile Trinidad y Tobago México |
| 31 de julio – 7 de agosto de 2011 | Copa Panamericana Desafío 2011 | Río de Janeiro, Brasil | 2      | Uruguay Brasil                                          |
| Total                             |                                |                        | 8      |                                                         |

## Grupos
| Grupo A        | Grupo B           |
| -------------- | ----------------- |
| Argentina      | Canadá            |
| Uruguay        | Chile             |
| Estados Unidos | Trinidad y Tobago |
| México         | Brasil            |

## Primera fase
- Los grupos se conformaron acorde al Ranking Masculino FIH para césped, fechado 13 de agosto de 2012.

### Grupo A
| Equipo         | J | G | E | P | GF | GC | DG  | PTS |
| -------------- | - | - | - | - | -- | -- | --- | --- |
| Argentina      | 3 | 3 | 0 | 0 | 50 | 2  | 48  | 9   |
| Estados Unidos | 3 | 2 | 0 | 1 | 15 | 10 | 5   | 6   |
| México         | 3 | 1 | 0 | 2 | 6  | 17 | -11 | 3   |
| Uruguay        | 3 | 0 | 0 | 3 | 1  | 43 | -42 | 0   |

- Resultados

| Fecha | Hora¹ | Partido        | Partido | Partido        | Resultado |
| ----- | ----- | -------------- | ------- | -------------- | --------- |
| 10.08 | 09:00 | Argentina      | -       | México         | 13-2      |
| 11.08 | 09:00 | México         | -       | Uruguay        | 2-1       |
| 11.08 | 11:00 | Estados Unidos | -       | Argentina      | 0-8       |
| 12.08 | 15:00 | Estados Unidos | -       | Uruguay        | 12-0      |
| 14.08 | 11:00 | México         | -       | Estados Unidos | 2-3       |
| 14.08 | 17:00 | Argentina      | -       | Uruguay        | 29-0      |

### Grupo B
| Equipo            | J | G | E | P | GF | GC | DG  | PTS |
| ----------------- | - | - | - | - | -- | -- | --- | --- |
| Canadá            | 3 | 2 | 1 | 0 | 8  | 4  | 4   | 7   |
| Trinidad y Tobago | 3 | 2 | 0 | 1 | 11 | 6  | 5   | 6   |
| Chile             | 3 | 1 | 1 | 1 | 8  | 7  | 1   | 4   |
| Brasil            | 3 | 0 | 0 | 3 | 3  | 13 | -10 | 0   |

- Resultados

| Fecha | Hora¹ | Partido | Partido | Partido           | Resultado |
| ----- | ----- | ------- | ------- | ----------------- | --------- |
| 10.08 | 17:00 | Canadá  | -       | Brasil            | 3-1       |
| 11.08 | 15:00 | Brasil  | -       | Trinidad y Tobago | 2-5       |
| 11.08 | 17:00 | Chile   | -       | Canadá            | 2-2       |
| 12.08 | 17:00 | Chile   | -       | Trinidad y Tobago | 1-5       |
| 14.08 | 09:00 | Brasil  | -       | Chile             | 0-5       |
| 14.08 | 19:00 | Canadá  | -       | Trinidad y Tobago | 3-1       |

## Segunda fase

### Semifinales
| Fecha | Hora¹ | Partido   | Partido | Partido           | Resultado |
| ----- | ----- | --------- | ------- | ----------------- | --------- |
| 15.08 | 17:00 | Argentina | -       | Trinidad y Tobago | 8-0       |
| 15.08 | 19:30 | Canadá    | -       | Estados Unidos    | 1-0       |

### 3 Puesto
| Fecha | Hora¹ | Partido           | Partido | Partido        | Resultado |
| ----- | ----- | ----------------- | ------- | -------------- | --------- |
| 17.08 | 16:30 | Trinidad y Tobago | -       | Estados Unidos | 3-1       |

### Final
| Fecha | Hora¹ | Partido   | Partido | Partido | Resultado |
| ----- | ----- | --------- | ------- | ------- | --------- |
| 17.08 | 19:00 | Argentina | -       | Canadá  | 4-0       |

## Partidos de Clasificación

### 5/8 Puesto
| Fecha | Hora¹ | Partido | Partido | Partido | Resultado |
| ----- | ----- | ------- | ------- | ------- | --------- |
| 15.08 | 09:00 | México  | -       | Brasil  | 3-2       |
| 15.08 | 11:30 | Chile   | -       | Uruguay | 14-0      |

### 7 Puesto
| Fecha | Hora¹ | Partido | Partido | Partido | Resultado    |
| ----- | ----- | ------- | ------- | ------- | ------------ |
| 17.08 | 09:00 | Brasil  | -       | Uruguay | 2-2 (2-0 SO) |

### 5 Puesto
| Fecha | Hora¹ | Partido | Partido | Partido | Resultado |
| ----- | ----- | ------- | ------- | ------- | --------- |
| 17.08 | 11:30 | México  | -       | Chile   | 3-6       |

| Campeón de la Copa Panamericana 2013 |
| ------------------------------------ |
| Argentina Segundo Título             |

## Clasificados al Mundial 2014 y al Repechaje Mundial 2014
| Bandera de Argentina | Bandera de Canadá |
| Argentina            | Canadá            |
| -------------------- | ----------------- |

## Premios y reconocimientos
| Goleador         | Jugador del torneo | Arquero del torneo |
| ---------------- | ------------------ | ------------------ |
| Facundo Callioni | Kwan Browne        | Hubertus Reinbach  |

## Estadísticas

### Clasificación general
1. Argentina
2. Canadá
3. Trinidad y Tobago
4. Estados Unidos
5. Chile
6. México
7. Brasil
8. Uruguay

### Máximos goleadores
| Puesto | Nombre                  | País      | Goles |
| ------ | ----------------------- | --------- | ----- |
| 1      | Facundo Callioni        | Argentina | 10    |
| 2      | Lucas Vila              | Argentina | 9     |
| 3      | Gonzalo Peillat         | Argentina | 8     |
| 4      | Guillermo Schickendantz | Argentina | 8     |
| 5      | Francisco Aguilar       | México    | 7     |